# 赫德利·多诺万
赫德利·多诺万（英語：Hedley Donovan，1914年5月24日—1990年8月13日）是美国《时代》总编辑，报道了大量越南战争的内容。